# Die zornigen jungen Männer
Die zornigen jungen Männer ist ein deutscher Spielfilm aus dem Jahre 1960. Unter der Regie von Wolf Rilla spielen Hansjörg Felmy, Joachim Fuchsberger und Horst Frank die Titelrollen.

## Handlung
Hamburg 1960. Die Geschichte erzählt vom Aufeinandertreffen dreier sehr unterschiedlicher junger Männer in der noch jungen Bundesrepublik und wie sich deren Schicksale miteinander verweben. Der Werbemanager Fred Plötz hat seit einer schweren Enttäuschung zahlreiche Affären mit Frauen. Als ihm die Studentin Kirsten begegnet, die ganz anders ist als all seine bisherigen Freundinnen, bricht nach längerer Zeit die Schutzschicht um ihn herum auf, und er beginnt sich erneut zu verlieben. Kirsten erwidert seine Gefühle. Ein Freund Plötzens ist der gleichaltrige Rechtsanwalt Dr. Jürgen Faber. Die dritte männliche Hauptperson der Geschichte ist Dr. Gerd Schneider, Oberarzt am Magdalenen-Krankenhaus. Dieser ist ein unkonventioneller, von seinem Beruf besessener Arzt, der sich mit einer Untersuchung über gesundheitsschädliche Lebensmittelverfälschungen habilitieren will. Alle drei reiben sich an den gesellschaftlichen Umständen im saturierten Nachkriegsdeutschland der Adenauer-Ära. Sie sind „zornige junge Männer“.
Schneiders wissenschaftliche Untersuchung ist dem Generaldirektor Pflüger von dem Drigena-Chemiekonzern ein Dorn im Auge, dessen Drigena-Präparat darin schwer kritisiert wird. Das vorliegende Lebensmittelgesetz hat bislang noch keine Handhabe gegen zwiespältige Produkte dieser Art. Pflüger plant, Schneider zu desavouieren, indem er das Callgirl Irene von Chledowsky auf ihn ansetzt. Sie soll sich mit Gerd Schneider anfreunden und ihm bezüglich seiner Forschungsarbeit aushorchen, hat dabei aber keinen Erfolg. Auch der Versuch Pflügers, Schneider auszubooten, indem man seinem Arbeitgeber mit der Schenkung einer Herz-Lungen-Maschine im Wert von 100.000 DM zu korrumpieren versucht, um als Gegenleistung die Entlassung Schneiders zu erwirken, bleibt ergebnislos.
Als letzte Waffe entsendet Pflüger den vielseitigen Fred Plötz, einen nicht allzu skrupelbehafteten Mann. Er soll den aufrechten Arzt entweder kaufen oder auf welche Art auch immer fertigmachen. Fred, der den Auftrag bedenkenlos übernimmt, sieht Schneider und erkennt in ihm einen alten Freund und Kriegskameraden aus der Zeit bis 1945 wieder. Während einer Party in Freds Atelier verlassen der Gastgeber und Kriegskamerad Gerd für kurze Zeit das Haus. Schneider zeigt ihm im Magdalenen-Krankenhaus mehrere hoffnungslose Fälle von Vergiftungserscheinungen durch Präparate wie das der Drigena. Fred weiß nunmehr, dass er sich für eine üble Sache hat anheuern lassen. Wieder zurück auf der Party, schüttet er sich, angewidert über Pflüger und sich selbst, mit Alkohol zu. In diesem Zustand von Selbsthass beginnt er zu grölen und zu lallen. Seiner Freundin Kirsten, die von Freds hier gezeigtem Verhalten abgestoßen ist, ruft er zu, dass sie sich durchaus mit ein paar anderen Männern einlassen könne, sollte sie keinen Gefallen mehr an ihm finden. Gerd Schneider verlässt, in Begleitung von Irene, früh die Party. In ihrer Wohnung kommt es zwischen den beiden nun doch noch zum Sex.
Am nächsten Tag geht Plötz zu Pflüger und erklärt, dass er dessen Auftrag nicht mehr weiterführen werde. Damit hat er sich sowohl den Generaldirektor als auch dessen Firma zum Feind gemacht. Pflüger will nunmehr selber Schneider in die Knie zwingen: Er verlangt von Irene eine eidesstattliche Erklärung, dass Dr. Schneider unter Ausnutzung seiner medizinischen Fachkenntnisse sie nach der Party zum Sex zwingen wollte. Pflügers Mann fürs Grobe, Prokurist Karlebach, übernimmt diesen Job und setzt damit Schneider massiv unter Druck. Im Raum steht nicht weniger als die Unterstellung, der Arzt habe Irene unter Drogen gesetzt, um mit ihr schlafen zu können. Schneider droht eine Zuchthausstrafe. Weder Pflüger noch Karlebach oder die Drigena haben jedoch mit dem Zusammenhalt der zornigen jungen Männer gerechnet. Plötz informiert sofort seinen Freund, den Rechtsanwalt Jürgen Faber, der Irene zu einem Widerruf ihrer eidesstattlichen Erklärung bringt. Mit diesem Geständnis tritt er gemeinsam mit Gerd Schneider vor Pflüger auf. Damit sticht auch der letzte Trumpf des skrupellosen Firmenchefs nicht mehr.
In der eigens einberufenen Pressekonferenz zur Schenkung einer Herz-Lungen-Maschine an das Magdalenen-Krankenhaus, die eigentlich dazu dienen sollte, Schneider unmöglich zu machen, muss er nun diesen Teil seines Plans aufgeben. Kurz darauf wird Dr. Schneiders Studie über die skandalösen Lebensmittelverfälschungen publik und heiß diskutiert. Er wird daraufhin nach Bonn vor den zuständigen Bundestagsausschuss geladen. Die zornigen jungen Männer haben gesiegt. Fred ist dennoch verzweifelt, hat sich Kirsten in jener Nacht doch tatsächlich mit einem anderen Mann eingelassen. Jürgen redet auf ihn ein, sie jetzt nicht fallen zu lassen, schließlich habe er im Suff ihr doch genau das vorgeschlagen. Zwischen Fred Plötz und seiner Freundin Kirsten kommt es zu einer Aussprache. Doch sie führt zu nichts und endet in einem hitzigen Wortgefecht. In Panik springt das Mädchen jedoch aus seinem Fahrzeug, rennt über den Hamburger Rathausplatz und verschwindet in der Passantenmenge. Fred kehrt allein und resigniert zu seinem Auto zurück.

## Produktionsnotizen
Die Dreharbeiten zu Die zornigen jungen Männer fanden im Winter 1959/60 unter anderem im Filmatelier Göttingen statt. Der Film wurde am 28. April 1960 in Duisburg uraufgeführt. Im DDR-Fernsehen lief der Film am 2. Juni 1963 unter dem Titel Gefährliche Umarmung.
Der naturalisierte Brite Wolf Rilla war der Sohn des deutschen Schauspielers Walter Rilla. Produzent Franz Seitz absolvierte einen kleinen Gastauftritt als Partygast. Franz Bi entwarf die Filmbauten, die Bruno Monden ausführte.
Für Joachim Fuchsberger und die Britin Dawn Addams war dies bereits das zweite Zusammentreffen in einem deutschen Film in kürzester Zeit. Im Jahr zuvor konnte man beide in dem Spionage-Weltkriegsdrama Die feuerrote Baronesse sehen.

## Kritiken
„Wenn der lammfromme deutsche Film wirklich einmal in Zorn zu geraten droht, bekommt man vorher schon eine trockene Kehle: Wie wird das nur ausgehen? So auch hier mal wieder, wenn sich Rolf [sic!] Rilla und die Seinen über einen Großindustriellen aufregen, der einen geschäftsschädigenden jungen Forscher erst zu kaufen, dann abzuschießen versucht, so plump, wie es nicht einmal die deutsche Polizei erlauben würde. Kritik an der Lebensmittelverfälschung ist aber eine zu wichtige Sache, als daß man sie einem dilettierenden Drehbuch (Will Berthold) oder nachgemacht "zornigen jungen Männern" überlassen dürfte … Dieser Film … hat seinen Gegenstand nicht so recht in den Griff bekommen: nicht gewußt, wo, und nicht gewußt, wie.“

Im Lexikon des Internationalen Films heißt es: „Ein Film voller Pseudoproblematik, der seine Illustriertenherkunft nicht verbergen kann.“